# Mineichi Kōga
Mineichi Kōga (古賀 峯一?, Kōga Mineichi; Arita, 25 settembre 1885 – Mindanao, 31 marzo 1944) è stato un ammiraglio giapponese, attivo durante la seconda guerra mondiale.
Si arruolò nella Marina imperiale giapponese nel 1906 e prestò servizio su alcune unità obsolete. Completati i corsi basilari su artiglieria navale e impiego del siluro nel 1909, ricoprì l'incarico di istruttore e nel periodo 1911-1912 si diplomò al corso avanzato di artiglieria navale e anche al corso iniziale del Collegio navale. Nel 1913, da poco tenente di vascello, entrò nel personale dello stato maggiore della 2ª Flotta e tra 1915 e 1917 superò il corso avanzato del Collegio navale, completando la formazione di ufficiale di stato maggiore e guadagnandosi al promozione a capitano di corvetta. Tra il 1920 e il 1922 risiedette in Francia e tornato in patria fu integrato nello stato maggiore generale della marina; reputato un ufficiale preparato e affidabile, fece parte contemporaneamente degli stati maggiori della 1ª Flotta e della Flotta Combinata tra 1925 e 1926. Capitano di vascello nel dicembre 1926, ricoprì il ruolo di attaché militare in Francia sino all'inverno 1928, partecipando inoltre alla conferenza di Ginevra del 1927 come consulente; tornato in Giappone, riprese il posto nello stato maggiore generale.
Tra il 1930 e il 1932 comandò in successione l'incrociatore pesante Aoba e la corazzata Ise. Promosso contrammiraglio alla fine del 1932, servì sino al dicembre 1935 nello stato maggiore della marina dirigendo due sezioni e nel 1937 fu nominato vicecapo di stato maggiore. Nell'ottobre 1939 divenne comandante della 2ª Flotta e nel settembre 1941 fu trasferito alla testa della squadra operante nelle acque cinesi: al comando di tali forze contribuì alla conquista di Hong Kong nel dicembre 1941, poco dopo l'ingresso dell'Impero giapponese nella seconda guerra mondiale. Ufficiale stimato, Kōga era tuttavia un fermo sostenitore della corazzata e non credette nel potenziale della portaerei fino alla serie di vittorie nei primi mesi di guerra. Ammiraglio il 1º maggio 1942, fu designato successore dell'ammiraglio Isoroku Yamamoto (ucciso al fronte) il 21 aprile 1943 al comando della Flotta Combinata.
Kōga impostò la campagna delle isole Salomone come una lotta d'attrito ma non riuscì a frenare l'avanzata congiunta del viceammiraglio William Halsey e del generale Douglas MacArthur; stese tuttavia un audace piano di battaglia (detto Piano Z) per attirare il grosso della United States Navy e annientarla con l'uso concertato di navi di superficie, aerei imbarcati e aviazione basata a terra. Nel febbraio 1944 Kōga pose il proprio quartier generale sulle isole Palau e si preparò a mettere in pratica la propria strategia. A fine marzo però l'arcipelago fu pesantemente bombardato ed egli preferì abbandonarlo in favore di Mindanao nelle Filippine: nella notte del 31 marzo l'idrovolante su cui viaggiava fu sorpreso da una forte tempesta e precipitò in mare con la morte di tutti i passeggeri.

## Biografia

### Inizio della carriera
Mineichi Kōga nacque il 25 settembre 1885 ad Arita, cittadina nel distretto di Nishimatsuura (prefettura di Saga), da una famiglia imparentata alla lontana con la casata imperiale. Iscrittosi all'Accademia navale di Etajima nella 34ª classe, il 19 novembre 1906 completò il corso (quattordicesimo su 175 allievi) e con la nomina ad aspirante guardiamarina fu imbarcato sull'incrociatore protetto Matsushima per la crociera d'addestramento. Il 5 agosto 1907 fu trasferito sulla corazzata Katori e da questa passò, il 20 dicembre 1907, all'incrociatore protetto Otowa dove gli fu riconosciuta la qualifica di guardiamarina. Fu quindi assegnato all'equipaggio dell'incrociatore protetto Suma il 15 maggio 1908, con il quale terminò il primo servizio in mare: dal 30 aprile 1909, infatti, frequentò dapprima il Corso base di artiglieria navale e poi il Corso base alla Scuola siluristi, terminando gli studi il 5 agosto 1909. Passò dunque alcuni mesi di attesa, ricevendo la promozione a sottotenente di vascello l'11 ottobre; il 22 dicembre fu destinato all'incrociatore protetto Soya.
Un anno più tardi, il 1º dicembre 1910, fu nuovamente distaccato a terra quale istruttore presso la Scuola d'artiglieria navale, posto che mantenne per sei mesi; il 1º giugno 1911 tornò in mare a bordo della vecchia corazzata Aki. Dopo ulteriori sei mesi fu promosso tenente di vascello e iniziò a frequentare il Corso B del Collegio navale, istituzione preposta alla formazione di ufficiali di stato maggiore: completati gli studi, passò a seguire il Corso avanzato della scuola d'artiglieria dal 22 maggio 1912 che terminò con successo prima della fine dell'anno. Il 20 dicembre fu perciò assegnato alla corazzata Kashima, nel cui equipaggio rimase fino al 1º dicembre 1913, quando fu inserito nello stato maggiore della 2ª Flotta: vi lavorò per circa due anni, facendosi riconoscere come ufficiale capace e preparato. Il 13 dicembre 1915 riprese gli studi al Collegio navale presso il Corso A, che superò verso la fine del 1917. Promosso al grado di capitano di corvetta il 1º dicembre, fu subito integrato come attendente nello stato maggiore generale della Marina imperiale giapponese, quindi il 5 marzo 1918 fu spostato presso lo stato maggiore dell'Ufficio di Navigazione, dipendente dal Ministero della Marina.

### Gli anni venti e trenta

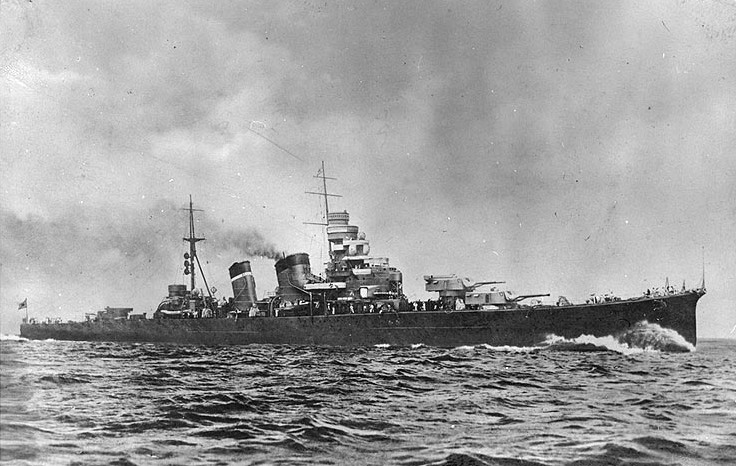
L'incrociatore pesante Aoba, la prima unità da guerra comandata da Kōga

Il 5 maggio 1920 il capitano Kōga fu inviato in Francia e rimase in Europa più di due anni, approfondendo e integrando le proprie competenze. Il 1º agosto 1922 gli fu notificato l'ordine di rientro e, una volta tornato in patria, ricevette la nomina a capitano di fregata nonché il posto di vicecomandante a bordo dell'incrociatore leggero Kitakami; il 1º giugno 1923, ceduta la posizione, fu investito di un duplice incarico, istruttore al Collegio navale e per la seconda volta membro dello stato maggiore generale. Tuttavia già il 30 giugno si concentrò sul secondo incarico, che mantenne sino al 20 ottobre 1925. A questa data fu nuovamente assegnato a due compiti paralleli negli stati maggiori della 1ª Flotta e della Flotta Combinata (comando prestigioso all'interno della marina). Il 1º dicembre 1926 Kōga fu portato al grado di capitano di vascello e selezionato quale addetto militare in Francia con la carica di Supervisore per la costruzione e sussistenza e comandante delle costruzioni navali; mentre si trovava all'estero, il 5 aprile 1927 fu informato della sua integrazione nel Comando aereo navale e della promozione a Supervisore dell'artiglieria. Il 26 aprile presenziò in veste di consulente navale e attendente del plenipotenziario giapponese alla fallimentare conferenza di Ginevra, che verté sulle limitazioni degli armamenti navali. Riprese quindi il ruolo ordinario di attaché a Parigi fino al 1º novembre 1928, quando gli pervenne l'ordine di rientro. Tornò sul suolo giapponese nei primi mesi del 1929 e dal 1º aprile rimase a disposizione sia dello stato maggiore generale, sia del Ministero della Marina: esattamente un mese più tardi ebbe l'incarico definitivo di aiutante in quest'ultimo.
Il 1º dicembre 1930 Kōga ottenne il primo comando in mare di un'unità da guerra: si trattava dell'incrociatore pesante Aoba, al quale seguì l'anno successivo la nomina a comandante della corazzata rimodernata Ise. Il 1º dicembre 1932 fu promosso a contrammiraglio e anche Capo dell'Ufficio N3, dipendente dallo stato maggiore generale e occupantesi di intelligence. Tra il 1º e il 15 settembre 1933 servì come attendente presso lo stato maggiore, quindi fu posto a dirigere l'Ufficio N2 che gestì fino al 15 novembre 1935; passò poi a comandare la 7ª Divisione incrociatori (Mogami, Mikuma, Suzuya, Kumano). Elevato al grado di viceammiraglio il 1º dicembre 1936, ebbe anche ai suoi ordini la Flotta d'addestramento, la formazione a costituzione annuale della marina imperiale che si occupava di esercitazioni in varie parti del globo. Rientrato in patria, il 1º dicembre 1937 entrò a far parte per la quarta volta dello stato maggiore generale in qualità di vicecapo.

### La seconda guerra mondiale

#### 1939-1942
Il viceammiraglio Kōga divenne comandante in capo della 2ª Flotta, la forza da ricognizione della marina, il 21 ottobre 1939, quando la seconda guerra mondiale era scoppiata da poco meno di due mesi. Reputato ufficiale di profonda competenza ed eccellenti capacità, Kōga era un convinto sostenitore della corazzata e della "dottrina del decisivo combattimento navale di superficie" (peraltro condivisa da molti ufficiali): fu perciò in disaccordo con l'ammiraglio Isoroku Yamamoto, comandante della Flotta combinata e acceso sostenitore dell'aviazione navale nonché della portaerei, nave di valore strategico assai più elevato. I due uomini erano tuttavia accomunati dal reciproco rispetto e dalla riluttanza a intraprendere una guerra contro gli Stati Uniti, una soluzione che il Gran Quartier Generale imperiale riteneva invece inevitabile.

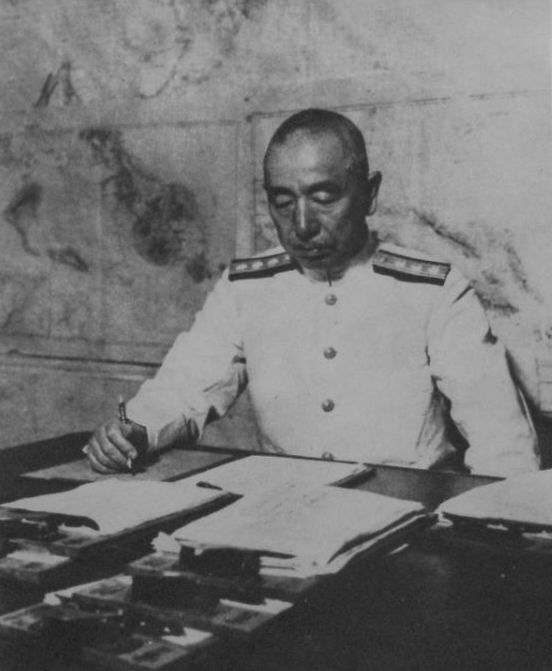
Il viceammiraglio Kōga nel proprio ufficio, allo studio di alcuni documenti

Nel corso del 1940 e del 1941 l'Impero giapponese si schierò infine dalla parte delle Potenze dell'Asse e gli stati maggiori di esercito e marina pianificarono l'espansione nel Pacifico occidentale e in Estremo Oriente. Il 1º settembre 1941, in vista delle imminenti operazioni, Kōga fu posto al comando della Flotta dell'Area cinese che supportava dal mare l'interminabile conflitto contro Chiang Kai-Shek. Il 7 dicembre 1941, venuto meno ogni compromesso diplomatico, scattò l'attacco di Pearl Harbor, base della Flotta del Pacifico statunitense; al contempo (l'8 dicembre a causa della linea internazionale del cambio di data) prendevano avvio molteplici operazioni anfibie contro i possedimenti coloniali europei e statunitensi, tra i quali figurava la colonia britannica di Hong Kong. Quest'ultima fu attaccata in forze e, durante i duri scontri, Kōga diresse l'appoggio navale all'invasione. La città capitolò il 25 dicembre. Il 1º maggio 1942, al culmine delle vittorie nipponiche, egli fu trasferito a terra e promosso ad ammiraglio, ma non ebbe comandi operativi per diversi mesi: non partecipò dunque alla battaglia delle Midway (4-6 giugno), che segnò una grave sconfitta per la marina imperiale e la perdita dell'iniziativa militare. Egli invece sostituì, il 10 novembre 1942, il viceammiraglio Noboru Hirata alla guida del 2º Distretto navale con quartier generale a Kure e divenne membro del Comitato degli ammiragli.

#### 1943
Tra il gennaio e il febbraio 1943 si svolse l'evacuazione delle forze giapponesi dall'isola di Guadalcanal, dove si era trascinata dall'agosto 1942 una dura ed estenuante campagna. L'ammiraglio Yamamoto coordinò lo sgombero della guarnigione, quindi riorganizzò la difesa delle isole Salomone centrali e, per rendersi personalmente conto della situazione e alzare il morale delle truppe, decise di condurre un giro d'ispezione. Il 18 aprile il bombardiere che lo trasportava fu tuttavia intercettato e abbattuto presso Buin da un gruppo di caccia Lockheed P-38 Lightning. Il 21 aprile l'ammiraglio Kōga fu scelto per succedere a Yamamoto come comandante in capo della Flotta Combinata: il 23 aprile, giunto nella grande base aeronavale di Truk (isole Caroline), alzò le proprie insegne sulla corazzata Musashi.

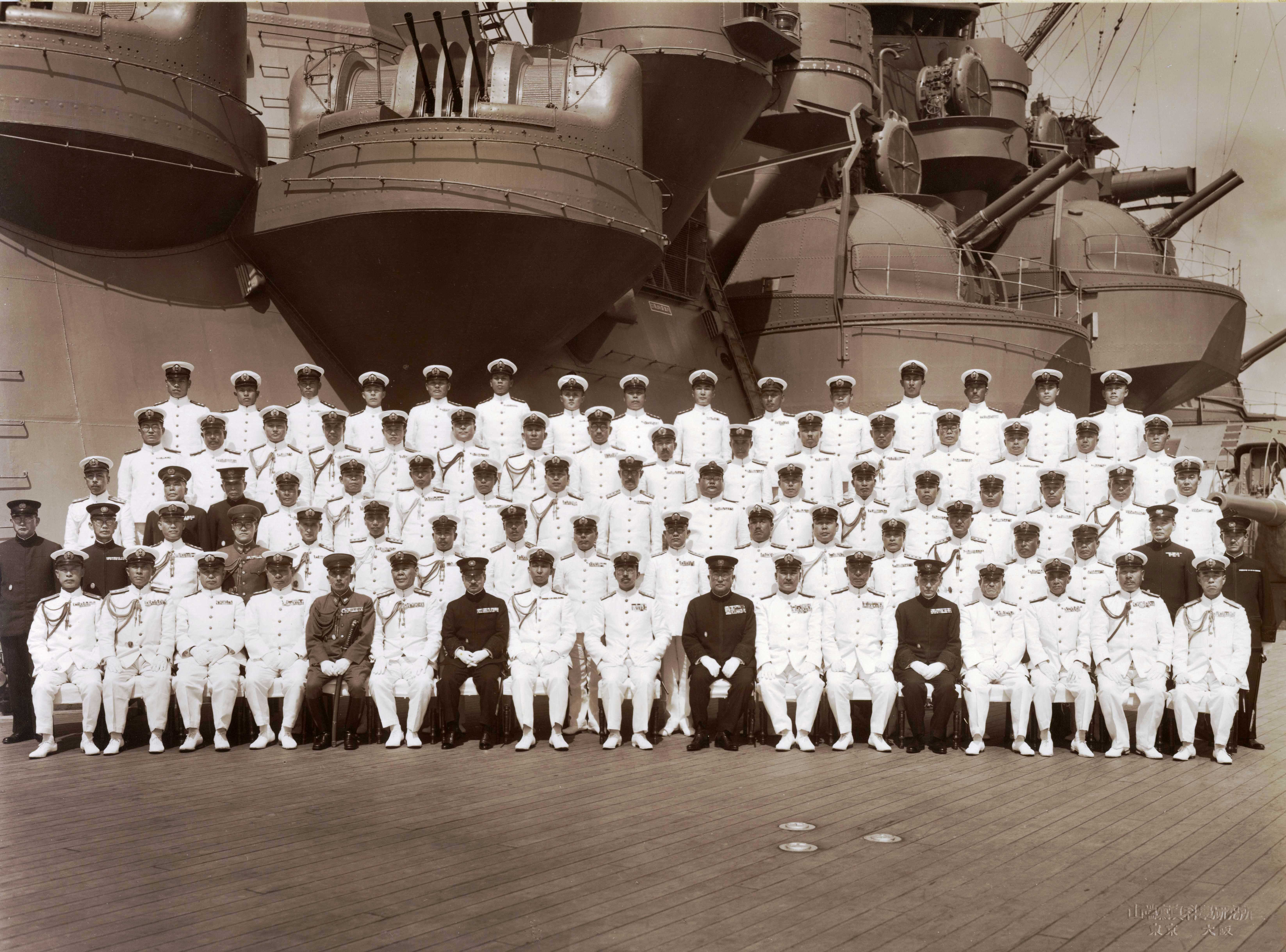
L'imperatore Hirohito assieme a numerosi ufficiali sul ponte della corazzata Musashi: Kōga è in prima fila, sesto da destra. La foto risale al giugno 1943

Ritornato a Tokyo, ideò un audace attacco nel settore delle isole Aleutine per riprendere almeno in parte l'iniziativa, ma l'esplosione accidentale che distrusse la corazzata Mutsu a Hashirajima lo convinse a rinunciare. Si dedicò allora, assieme al suo capo di stato maggiore, viceammiraglio Shigeru Fukudome, a costruire la strategia che intendeva adottare sul fronte del Pacifico meridionale, presentata entro il 25 agosto 1943. Nel cosiddetto Piano Z, Kōga proponeva la creazione di forti postazioni difensive su una catena di isole detta "ultima linea di difesa" e i preparativi indispensabili ad attirare la United States Navy in una decisiva battaglia: in quest'ottica rimaneggiò l'impostazione della Flotta combinata, imitando la struttura delle task force statunitensi dimostratesi tanto valide, e potenziò la collaborazione tra l'aviazione basata a terra e quella imbarcata.
Nel frattempo l'ammiraglio non aveva trascurato di gestire le operazioni nelle Salomone, ma il metodico rafforzamento delle isole a nord della Nuova Georgia (caduta a fine agosto) fu vanificato dall'inaspettata strategia del "salto della rana", la quale isolò diverse guarnigioni; l'invio di rinforzi proseguì a piccoli contingenti e non in un unico movimento; il sistema di trasporti notturno, detto Tokyo Express, cagionò cruenti combattimenti navali dall'esito alterno e perdite non trascurabili per la Marina imperiale. Al principio dell'ottobre 1943, inoltre, le prime incursioni aeree su Rabaul spinsero Kōga a prelevare oltre 180 apparecchi imbarcati per coadiuvare la difesa contraerea e la caccia della base; decisione che ebbe gravi conseguenze tattiche, poiché i reparti provenienti dalle portaerei, freschi di addestramento, subirono pesanti perdite di equipaggi e macchine accusando un sensibile calo delle capacità operative. Un mese più tardi la 3ª Divisione Marine sbarcò sull'isola di Bougainville. Kōga aveva già inviato la 5ª Divisione incrociatori (Myoko, Haguro) e parte di uno squadriglia in aiuto della provata 8ª Flotta, di stanza a Rabaul; il contrammiraglio Sentarō Ōmori guidò un immediato contrattacco navale e un convoglio per un controsbarco, ma la confusa battaglia della baia dell'imperatrice Augusta ne segnò la sconfitta. L'ammiraglio Kōga destituì Ōmori, inviò d'urgenza sette incrociatori della 2ª Flotta a Rabaul e distaccò 173 velivoli dalle portaerei, con l'intenzione di lanciare un'offensiva combinata e distruggere la testa di ponte nemica. Tuttavia il 5 novembre gli aerei provenienti da due portaerei statunitensi sorpresero le unità in rada, le danneggiarono più o meno gravemente e distrussero varie decine di velivoli, aggravando le deficienze che indebolivano l'arma aeronavale giapponese. Verso la fine del mese di novembre anche le isole Gilbert furono attaccate da un'imponente formazione nemica, la Quinta Flotta del viceammiraglio Raymond Spruance: le perdite patite nella difesa di Rabaul impedirono a Kōga ogni possibilità d'intervento contro il nuovo asse d'avanzata, eccettuate isolate azioni da parte della 22ª Flottiglia aerea dalle isole Marshall. Del pari non fu in grado di contrastare l'improvviso assalto anfibio condotto dal generale Douglas MacArthur all'estremità occidentale della Nuova Britannia, avvenuto nella seconda metà di dicembre.

#### 1944 e la morte
La campagna terrestre in Nuova Britannia affiancò la serie di attacchi aeronavali su Rabaul, condotti sia da portaerei, sia dalle piste costruite su Bougainville tra il dicembre 1943 e il febbraio 1944, quando la piazzaforte fu infine considerata troppo esposta dagli stati maggiori e sostanzialmente abbandonata. Peraltro la situazione strategica giapponese era peggiorata anche sul fronte oceanico, dove tra il 31 gennaio e il 23 febbraio la Quinta Flotta aveva occupato gli atolli più occidentali delle Marshall, nonché devastato la base di Truk. Nel frattempo, nei primi giorni di febbraio 1944, lo stato maggiore generale della marina aveva autorizzato Kōga a mettere in pratica il Piano Z e a guidare la Flotta combinata da Truk; gli eventi recenti però evidenziarono l'eccessiva vulnerabilità della base. Il 23 febbraio Kōga s'imbarcò con lo stato maggiore sulla corazzata Musashi e fece rotta sulle isole Palau, site 1 500 miglia a ovest di Truk: quest'arcipelago divenne dunque il nuovo centro nevralgico oltreoceano della marina e il comando dal quale l'ammiraglio era intenzionato a lanciare il proprio attacco. Appena giunto a destinazione, si mise al lavoro con lo stato maggiore per rifinire i dettagli del piano; l'8 marzo diramò la versione definitiva alla Flotta combinata sotto il titolo "Operazioni segrete della Flotta combinata, Ordine numero 73". Il 22 marzo seguì un approfondito studio preparato dallo stato maggiore, riguardante le migliori tattiche d'impiego delle forze aeree e la precisa dislocazione di ogni reparto prevista per la fine di aprile. L'ammiraglio Kōga era infatti persuaso che gli statunitensi avrebbero attaccato prima le Marianne o la Nuova Guinea, poi sarebbero penetrati nel Mare delle Filippine, dove prevedeva di colpirli con la totalità delle sue forze aeronavali.

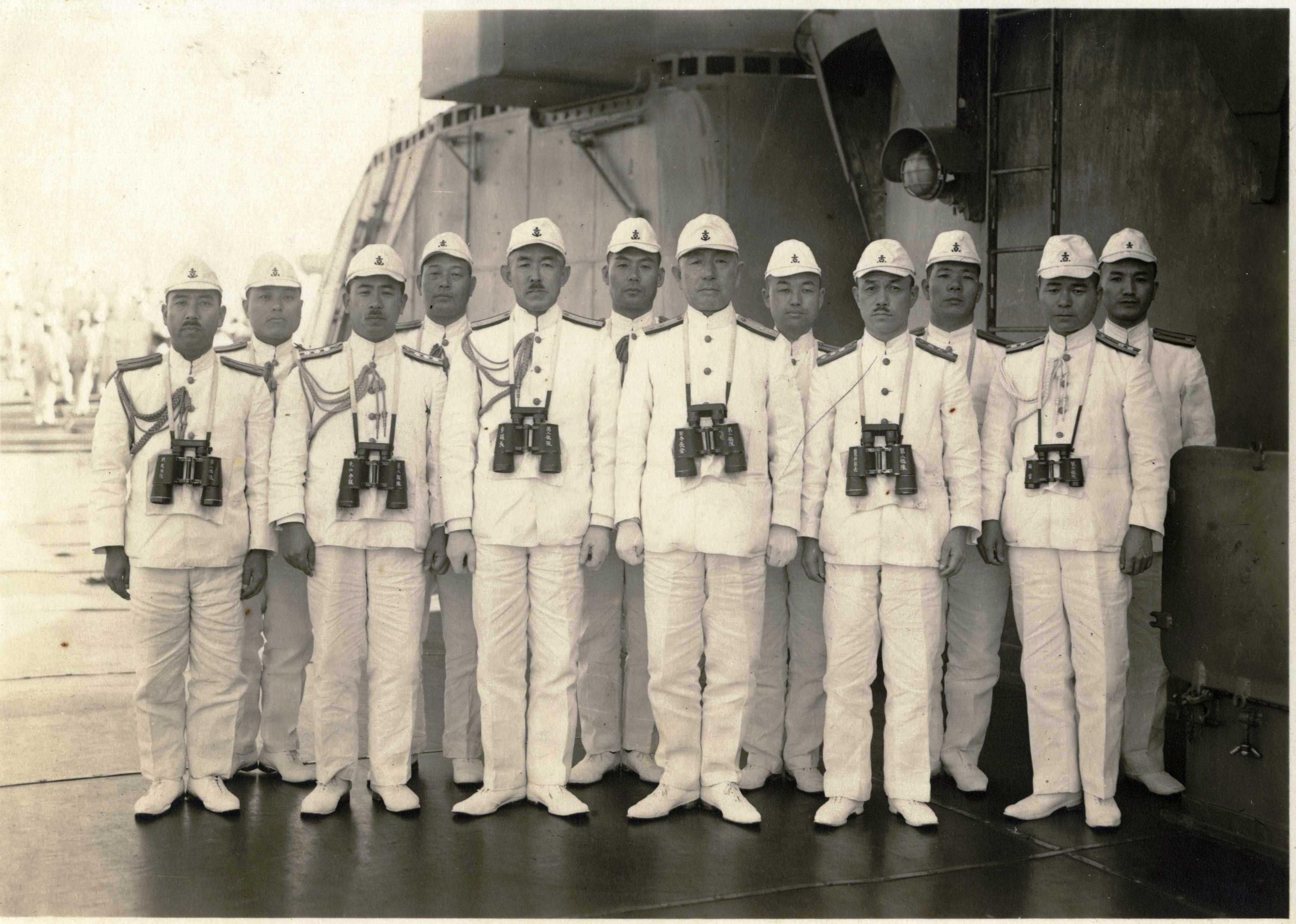
L'ammiraglio Kōga ripreso con lo stato maggiore della Flotta combinata, probabilmente a bordo della Musashi

Il 27 marzo un bombardiere Consolidated B-24 Liberator fu localizzato mentre eseguiva una ricognizione sulle Palau; il 28 e il 29 marzo, allertato, Kōga inviò diversi aerei a esplorare vasti settori a est che individuarono una numerosa flotta nemica. In effetti alla fine di febbraio l'ammiraglio Chester Nimitz, comandante in capo della Flotta del Pacifico, aveva pianificato l'attacco alle isole Palau e a Yap, Ulithi e Woleai (Caroline occidentali) nel quadro della prevista offensiva verso le isole Marianne e aveva perciò distaccato tre gruppi dalla Task Force 58, la squadra di portaerei dipendente dalla Quinta Flotta. Il pomeriggio del 29 marzo Kōga ridispose il proprio comando a terra, ordinò a tutte le navi di lasciare l'ancoraggio e di rimanere in attesa nelle Filippine, dalle quali fece arrivare rinforzi aerei per contrastare l'attacco statunitense. All'alba del 30 marzo i gruppi imbarcati americani colpirono duramente le Palau e il 31 marzo si svolsero gli attacchi sulle Caroline occidentali; aviazione e contraerea nipponiche si opposero ma non ottennero risultati sensibili. Nel corso delle due giornate Kōga fu informato che navi trasporto avversarie stavano navigando a ovest delle isole dell'Ammiragliato: assieme al viceammiraglio Fukudome, concluse che gli Stati Uniti avrebbero attaccato in forze la Nuova Guinea occidentale e non le Palau o le Marianne. Decise pertanto di ridislocare il quartier generale a Davao, città sull'isola di Mindanao 600 miglia a ovest, e dirigere da quella posizione più sicura la controffensiva.
La sera del 31 marzo Kōga consegnò a Fukudome la cartella in cuoio contenente tutta la documentazione del Piano Z, quindi prese posto su un idrovolante Kawanishi H8K, mentre il viceammiraglio montò su un secondo velivolo per ragioni di sicurezza. Alle 22:00 i Kawanishi decollarono e fecero rotta a ovest, ma dopo poco incapparono in un ciclone tropicale: l'idrovolante con a bordo l'ammiraglio Kōga si schiantò in mare, non lasciando alcun superstite; anche il secondo precipitò, ma il viceammiraglio Fukudome riuscì a salvarsi. Il comando giapponese di Mindanao lanciò subito ricerche a vasto raggio per recuperare i due velivoli nonché il Piano Z, che in ultimo fu trovato dalla resistenza filippina e inviato al generale MacArthur, a Brisbane. Il 3 aprile il Gran Quartier Generale rese noto che l'ammiraglio Kōga e il suo stato maggiore erano dispersi e che la marina stava investigando in proposito. Il 17 aprile il sostituto provvisorio di Kōga informò lo stato maggiore generale della marina che le ricerche, infruttuose, erano state sospese. Preso atto della morte dell'ammiraglio Kōga, il 1º maggio gli fu concessa la promozione postuma ad ammiraglio della flotta (Gensui Kaigun Taishō in giapponese), retrodatata al 31 marzo, e fu designato suo successore l'ammiraglio Soemu Toyoda. Il 5 maggio la sorte di Mineichi Kōga fu resa pubblica: gli furono tributati solenni funerali di Stato e fu eretta una tomba al cimitero Tama, poco fuori Tokyo.
Ricevette inoltre postume le decorazioni militari tedesche della Croce di Cavaliere della Croce di Ferro e della Croce di Cavaliere della Croce di Ferro con Fronde di Quercia: entrambe furono rilasciate il 12 maggio 1944.

## Onorificenze
Dati tratti da: